# Розправа над політв'язнями в Ірані 1988 року
19 липня 1988 року в Ірані розпочалися масові таємні страти іранських політичних в'язнів, які тривали приблизно п'ять місяців.       Більшість загиблих були прихильниками Організації моджахедів іранського народу, хоча прихильники інших лівих фракцій, включаючи Організацію федаїв іранського народу і  партію Туде, також були страчені.
Точне число жертв невідоме і може сягати від 2 800 до 30 тисяч осіб 
Згідно Amnesty International тисячі політичних дисидентів систематично затримувалися, утримувалися під вартою по всій країні і були страчені без суду, відповідно до наказу Верховного лідера Ірану, що був застосований у всіх в'язницях країни. До багатьох з убитих застосовувалися тортури та інші жорстокі  та принижуючі гідність покарання 
Вбивства були охарактеризовані як політична чистка.  Точна кількість страчених ув'язнених залишається суперечкою. Amnesty International за цей час зафіксував імена понад 4 482 зниклих в'язнів  а тодішній заступник Верховного лідера Рухолла Хомейні Хуссейн-Алі Монтазері зазначав у своїх спогадах цифру від 2800 до 3800  але альтернативна оцінку припускає, що кількість перевищила 30 000.  Через велику кількість людей, ув'язнених  завантажували в автонавантажувачі групами по шість і вішали з півгодинним інтервалом. 
Вбивства були не законні, судові процеси не намагалися встановити вину чи невинуватість підсудних.   Ті, хто залишився в живих,  заклики до справедливості  і судового обвинувачення за скоєні злочини. Низка міжнародних організації назвала цю подію злочином проти людства . 

## Таємний наказ

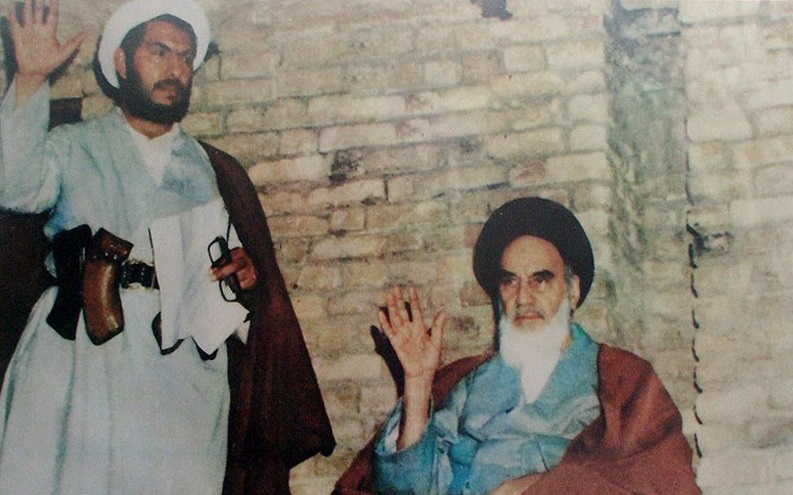
Рухола Хомейні

### Наказ Хомейні
Незадовго до початку розстрілів іранський лідер Рухолла Хомейні видав таємний наказ. Цим наказом були створені спеціальні комісії з інструкціями стратити членів Народної організації Хірабів Ірану як мохаребів (тих, хто воює проти Аллаха ), а лівих - як мерців (відступників від ісламу)". 
  

Уроивок з наказу: 
از آنجا که منافقین خائن به هیچ وجه به اسلام معتقد نبوده و هر چه میگویند از روی حیله و نفاق آنهاست و به اقرار سران آنها از اسلام ارتداد پیدا کرده‌اند، با توجه به محارب بودن آنها و جنگ کلاسیک آنها در شمال و غرب و جنوب کشور با همکاری‌های حزب بعث عراق و نیز جاسوسی آنها برای صدام علیه ملت مسلمان ما و با توجه به ارتباط آنان با استکبار جهانی و ضربات ناجوانمردانهٔ آنان از ابتدای تشکیل نظام جمهوری اسلامی تا کنون، کسانی که در زندانهای سراسر کشور بر سر موضع نفاق خود پافشاری کرده و میکنند، محارب و محکوم به اعدام میباشند.
 Переклад : 

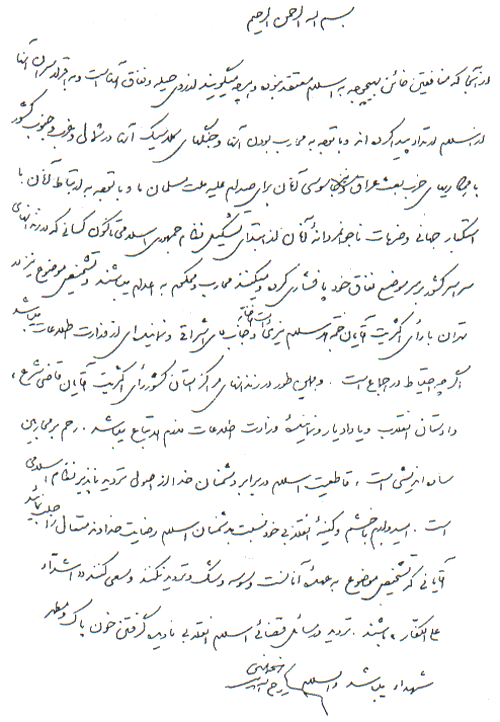
Наказ Хомейні

Оскільки лицеміри-зрадники взагалі не вірять в іслам, а то, що вони говорять, це є обман, а їхні лідери зізналися в віровідступництві, з огляду на класичну війну на півночі Іраку і на Заході.  З огляду на їх шпигунство на користь Саддама проти нашої мусульманської нації і їх зв'язок з Світом Зарозумілості  і з огляду на їх боягузливі удари по Ісламській Республіці з моменту її створення і до цих пір, ті хто наполягає на розкольництві в тюрмах по всій країні, є воєнними злочинцями і засуджені до смертної карти. 

### Причетні до страт
В Тегерані спеціальна комісії з питань страти складалася із 16 членів, які представляли різні органи ісламського уряду: Мусаві Хомейні, Президент, Головний прокурора, представник Революційного трибуналу, представник Міністерств юстиції та представник Міністерства розвідки , представники в'язниць в Тегерані Евіна та Гохардашт  в яких ув'язненені був ліквідовані. Головою комісії був аятолла Мортеза Ешракі . У провінціях були створені подібні комісії, але про них відомо менше. 
Інший опис причетних до страт це комісія з чотирьох осіб, пізніше відома як "комітет смерті ".  Членами були Хоссейн-Алі Найєрі (тодішній суддя), Мортеза Ешракі (тодішній прокурор Тегерану), Ебрагім Раїсі (тоді заступник генерального прокурора) та Мостафа Пурмохаммаді (тоді представник міністерства розвідки в тюрмі Евіна). 
Amnesty International виявила та проаналізувала докази, які пов'язували декількох іранських чиновників до участі в стратах. Сюди входили Аліреза Авайі (член "комісії зі смерті" в Дезфулі), Ебрагім Раїсі (член "комісії зі смерті" в Тегерані), Мостафа Пур Мохаммаді та інші.  
Попри те, що ув'язнені не були страчені без будь-якого розгляду, але вони були «засуджені» за звинуваченнями, абсолютно не пов'язаних зі звинуваченнями, в результаті яких вони опинилися у в'язниці. Вони опитували комісії із заданим переліком питань, щоб перевірити, чи кваліфікуються вони як moharebs (ворог Бога) чи mortads(відступник). Багато хто, якщо не більшість, ув'язнених не знали про справжню мету питань, хоча пізніше деяких попередили тюремні виноградники . 
Комісія робила опитування в'язнів за певним списком питань, щоб з'ясувати, кваліфікуються вони як  moharebs (ворог Бога) чи mortads (відступник). Багато, якщо не більшість в'язнів, не знали про справжню мету питань, хоча пізніше через тюремні чутки, деякі дізналися про це. 
Деякі жертви були вбиті через їхні переконання щодо релігії - тому, що вони були атеїстами або тому, що вони були мусульманами, які дотримувались різних версій ісламу. 

## Масові страти

### Ізоляція ув'язнених
Деякі наукові експертизи різанини стверджують, що етапи планування страт 1988 року розпочалися місяцями до того, як вони фактично почалися. Відповідно до одного звіту: «В кінці 1987 і початку 1988 року співробітники в'язниці зробили незвичайний крок, щоб знову допитати і розділити всіх політичних в'язнів відповідно до партійної приналежністю і тривалістю вироку».  Фактичний процес страти почався рано вранці 19 липня 1988 року із ізоляції політичних в'язнів від зовнішнього світу. Тюремні ворота були закриті, заплановані візити і телефонні дзвінки були скасовані, листи, пакети послуг і навіть життєво важливі ліки ззовні були відкинуті, головні суди вирушили у незаплановану відпустку. Навіть родичам ув'язнених було заборонено збиратися за межами тюремних воріт. 
Всередині в'язниці камери були ізольовані один від одного та від радіо та телевізорів. Місця, де ув'язнені збиралися разом, такі як лекційні зали, майстерні, лазарети, були закриті, а ув'язнені поміщені в своїх камерах. Тюремним охоронцям і працівникам було наказано не розмовляти з ув'язненими. Один ув'язнений сконструював домашній радіоприймач для прослуховування радіопередач ззовні, але виявив, що радіомовники нічого не говорили про ізоляцію. 

### Організація моджахедів іранського народу
Першими в'язнями, яких допитали або «судили», були чоловіками-членами  Організація моджахедів іранського народу, включаючи тих, хто розкаявся у своїх зв'язках з організацією. Ув'язнені вважали, що це був не судовий процес, а процес ініціювання загальної амністії і відділення мусульман від не-мусульман. 
Спочатку їх запитували їх організаційну приналежність, якщо вони відповіли "Моджахед ", то допит закінчився на цьому. Якщо вони відповіли Монафекін (термін, що перекладається, як "лицемір" і застосовується для опису озброєних повстанців, що базуються в Іраку, термін не пов'язаний з жодною політичною групою, рухом чи етнічною спільнотою Ірану), комісія продовжила такі питання, як: 
- Чи готові ви звинувачувати колишніх колег?
- Чи готові ви звинувачувати їх перед камерами?
- Чи готові ви допомогти нам шукати їх?
- Чи будете ви назвати таємних прихильників?
- Чи впізнаєте ви фальшиво покаяних?
- Чи підете ви на фронт війни і пройдетесь по мінних полях ворога?

Більшість ув'язнених не змогли відповісти ствердно на всі питання. Потім їх доставляли в іншу кімнату і наказували написати їх останню волю і заповіт, а також здати будь-які особисті речі, такі як кільця, годинник і окуляри. Потім їм зав'язали очі і вели на шибеницю, де їх вішали партіями по шість чоловік.  
Після перших кількох днів перевантажені кати просили застосовувати розстріл. Ці прохання були відхилені обґрунтовуючи це тим, що за прописами Шаріату відступників і ворогів Аллаха  варто вішати, хоча припускається, що справжньою причиною могло бути те, що повішення тихіше, ніж розстріл, і, таким чином, краще зберегти секретність операцій. 
Спочатку ця секретність була ефективною. "Один з тих, хто вижив, зізнається, що думав, що його відібрали, щоб звільнити якраз до майбутніх мирних святкувань". 

### Суди над лівими
Після 27 серпня комісія почала допити лівих ув'язнених, таких як членів Туде, Фідаї,  Кумале, Рах-е Каргар, Пейкар тощо. Вони також були впевнені, що їм нічого не загрожує. Їм задавил такі запитання:     
- "Ви мусульманин ?"
- "Ви вірите в Аллаха ?"
- "Чи є Священний Коран Словом Аллаха?"
- "Ти віриш у Джаннат (рай) і Джаганнам (пекло)?"
- "Чи приймаєте ви, що Святий Мухаммад був печаткою пророків ?"
- "Чи будете ви публічно відмовлятися від історичного матеріалізму?"
- "Чи будете ви осуджувати свої колишні переконання перед камерами?"
- "Чи постишся під час Рамадану?"
- "Чи молишся і читаєш Священний Коран?"
- "Ви б краще поділили келію з мусульманином чи немусульманином?"
- "Чи підпишете ви твердження, що вірите в Аллаха, Пророка, Священний Коран і Воскресіння?"
- "Коли ви росли, чи твій батько молився, постився і читав Священний Коран?"

В'язням сказали, що влада задає їм ці питання, оскільки вони планували відокремити практикуючих мусульман від непрактикуючих. Однак справжньою причиною було визначити, чи в'язні кваліфікуються як відступники від ісламу, і в цьому випадку їх страчували через повішання 
Деякі в'язні врятувались від страти, відповідаючи на запитання, належним чином повернулися до камер і передали те, що просила комісія. Один з в'язнів, прихильник лівої ідеології, який свого часу відвідував семінарію, зрозумів богословську значимість питань і в ніч 30 серпня, надсилав за допомогою Азбуки морзе повідомлення до інших камер, стукаючи по тюремних стінах. Він вказав на "приховану небезпеку". Допитувані хотіли дізнатись, чи батьки в'язнів молилися, постили та читав Коран, тому що синів побожних людей можна назвати відступниками. Якби їх не виховували спочатку в належних мусульманських будинках, вони не могли б бути відступниками. Іншою невірною відповіддю була відмова відповідати на підставі конфіденційності, що могло сприйматися як визнання відступництва. 

### Справа над жінками
До жінок моджахедів ставилися так само, як і до чоловіків моджахедів, майже всі були повішані як «озброєних ворогів Аллаха». Однак за віровідступництво покарання для жінок було більш легким, ніж для чоловіків. Оскільки відповідно до тлумачення комісії ісламського закону жінки не несуть повну відповідальність за свої дії, «неслухняним жінкам, включаючи відступниць, можуть бути надані дискреційні покарання для виправлення їх вчинків і підпорядкування вищим чоловікам». 
Жінкам лівих поглядів, навіть тим, хто виховувався як практикуючі мусульманки, була надана можливість покаятися. Після розслідування всім жінкам лівих поглядів давали по п'ять ударів за кожну з п'яти пропущених щоденних молитов, половину покарання виконували чоловіки. Через деякий час багато хто погодився помолитися, але деякі оголосили голодування, відмовившись навіть від води. Одна померла після 22 днів і 550 ударів, і влада визнала її смерть самогубством, тому що саме вона вирішила не молитися" 

### Сім'ї
За словами іранського адвоката з прав людини Ширіна Ебаді, сім'ям страчених в'язнях було сказано: "На один рік ви утримаєтесь від проведення похорону або оплакування його смерті будь-яким іншим публічним способом. Якщо через рік ваша поведінка буде визнана прийнятною, ми розкриємо вам його місце поховання".  
У 2009 році Центр Боруманда Абдоррахмана доручив Джеффрі Робертсону написати правовий висновок на основі доказів та свідчень свідків, зібраних Центром. Заключний звіт Робертсона звинуватив Тегеран у тому, що частині родичів жертв досі відмовлено у праві знати, де поховані їхні близькі. 

### Оцінки загиблих людей
Один анонімний екс-в'язень оцінює кількість загиблих у "тисячах".  Інший оцінює це також в "тисячах", адже лише 1500 вбитих було у в'язниці Гохар Дашта.  Одне з досліджень дослідження оцінює кількість жертв в 12 000.  Amnesty International оцінює, що загальна кількість населення складає понад 2500 і описує переважну більшість жертв я к«в'язнів совісті»,  оскільки вони не були звинувачені в фактичних діях або планах дій проти держави. 
Отримати точну кількість надзвичайно важко, оскільки багато вбивств було здійснено у віддалених містах Курду та Балучі. Відповідно до даних, представлених іранськими перебіжчиками, це може бути до 30 000   На початку 2009  іранський журналіст Мохаммед Нурізад заявив, що літом 1988 року протягом 2-3 місяців було страчено більш 33 000 людей   
За оцінками, більшість страчених були або студентами середньої школи, коледжу, або випускниками, понад 10% - жінками. 

## Критика

### Міжнародна реакція
30 серпня 2017 року Рада ООН з прав людини засудила масові страти в'язнів в 1988 року та розповсюдила письмову заяву трьох неурядових організацій під назвою «Розправа над політв'язнями в Ірані в 1988 році: час для істини, справедливості, відшкодування і гарантій неповторення»  У заяві вказується на таке:
- У 1988 році уряд Ірану вбив 30 000 політичних в'язнів.
- Страти відбулися на основі фетви верховного лідера аятолла Хомейні.
- По всій Ірані були сформовані комісії, відомі як «Комісії смерті», які відпраляли політичних в'язнів, які відмовилися відректися від переконань, на страту.
- Постраждалих ховали в таємних братських могилах. Злочинці продовжують користуватися безкарністю. [18]

Amnesty International, Human Rights Watch та Міжнародна федерація прав людини (FIDH) описали страти в Ірані 1988 року як "злочин проти людства".
4 грудня 2018 року Amnesty International звернулася до уряду Ірану з проханням повідомити, що сталося з політичними в'язнями в країні. Amnesty International також закликала ООН створити слідчу групу для пошуку фактів злочинів проти людства в Ірані. 
Суддя ООН та провідний юрист з прав людини Джеффрі Робертсон  закликав Раду Безпеки ООН створити спеціальний суд, відповідно до Міжнародних трибуналів у справах Югославії та Руанди, щоб судити людей, залучених до одного з найгірших порушень прав людини з часів Другої світової війни ". 
У листопаді 2018 року Об'єднаний союз автомобільного транспорту в Англії виступив із заявою на підтримку водіїв вантажних автомобілів в Ірані, які розпочали свій четвертий тур національного страйку. Вони закликали уряд Ірану негайно звільнити робітників та водіїв, які зараз ув'язнені в Ірані. 
Канада назвала подію злочином проти людства .

### Монтазері

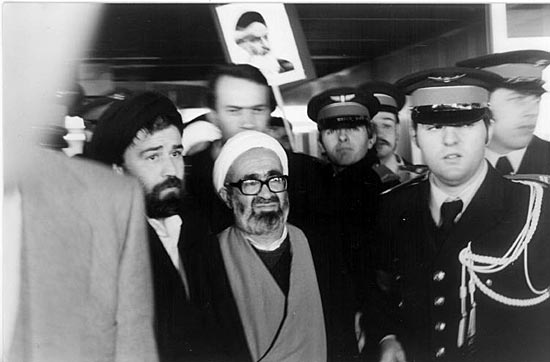
Заступник верховного лідера Хусейн Алі-Монтазері засудив страти. Він був звільнений Хомейні і згодом поміщений під домашній арешт

Одним із наслідків вбивств стала відставка Хуссейна-Алі Монтазері як спадкоємця аятола Хомейні на посаду Верховного лідера Ірану.  Монтазері попередив Хомейні: "Страта кількох тисяч ув'язнених за кілька днів не матиме позитивних наслідків не буде без помилок". 
Після непідтримки страт Монтазері попросили подати у відставку, на що Хомейні сказав, що він завжди сумнівався в компетенції Монтазері і що "я висловив застереження, коли Асамблея експертів вперше призначила вас". Але Асамблея експертів наполягала на тому, щоб назвати Монтазері майбутнім верховним лідером. 
9 серпня 2016 року вебсайт, яким керують послідовники Монтазері, опублікував аудіозапис із зустрічі 15 серпня 1988 року де Монтазері спілкується зі спеціальним судовим трибуналом (прокурор Тегерану Мортеза Ешрагі, суддя Хоссейн-Алі Найєрі, заступник генерального прокурора Ебрагім Раезі та представником Міністерства розвідки Ірану  Мостафою Пурмохаммаді ).   На записі можна почути, що Монтазері засуджує масові розстрілів. Запис був видалений на наступний день після його публікації.  

### Інша критика

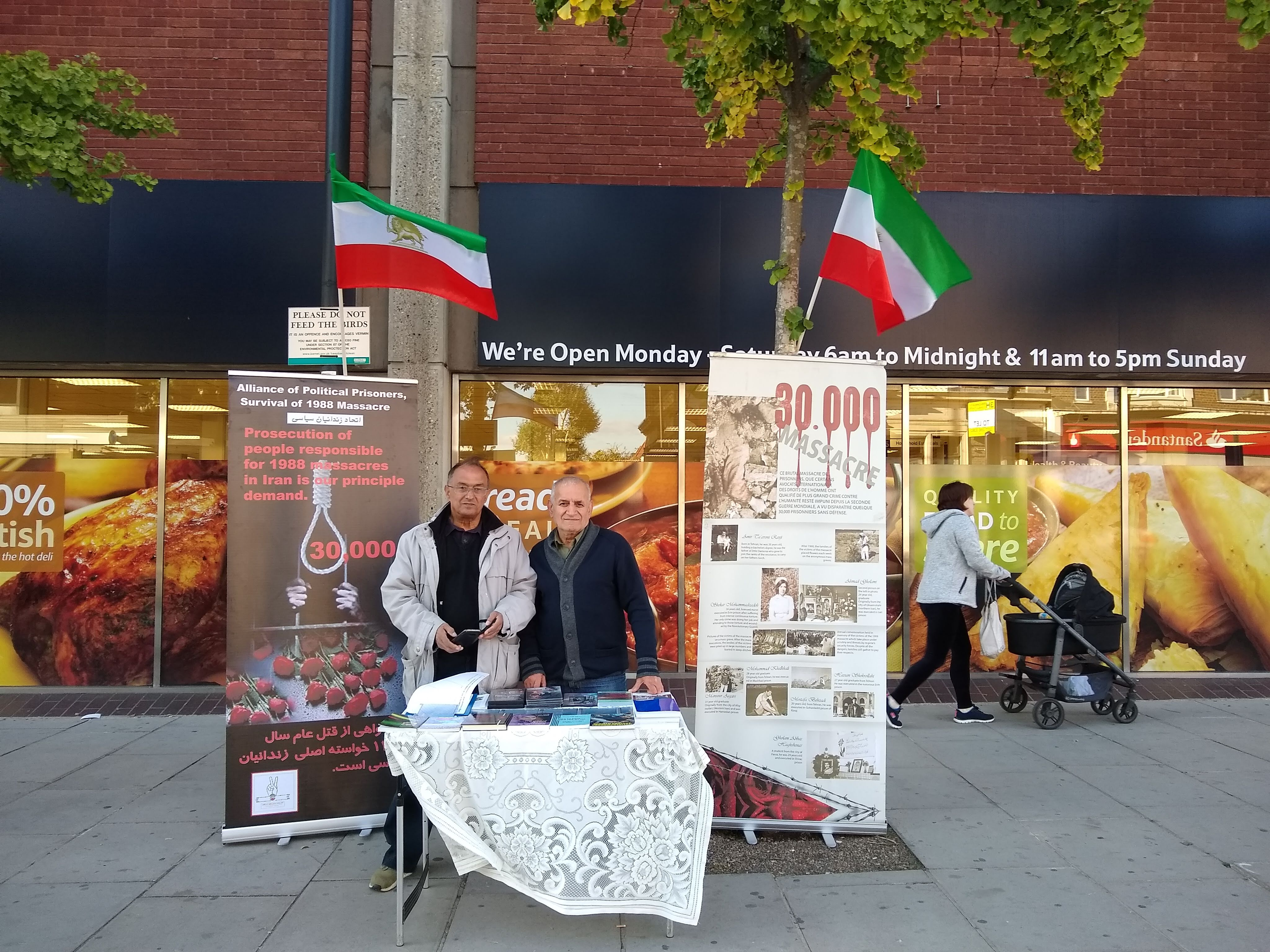
Кампанії за справедливість для страчені, Лондон, 2018.

В 2009 році видання "Gozaar" зазначило неприємність того, що дві найпотужніші організації з права людини у світі, Amnesty International та Human Rights Watch, ніколи не писали повних звітів про злочин, настільки масштабних, як масові страти 1988 року.   
Хоча доповідь Amnesty International "Іран: Порушення прав людини 1987-1990", опублікована в 1990 році, присвячує масовим стратам кілька сторінок, правозахисна організація ніколи не написала повного звіту про вбивства.  Пізніше,в  2018 році, дослідження Amnesty International, показало, що Рухола Хомейні через таємну фетву віддав наказ на тортури та розстріл тисяч політв'язнів   
Human Rights Watch присвятив лише декілька сторінок масовим стратам у доповіді про вибори кабінету президента Ахмадінежада. 
Human Rights Watch (HRW) охарактеризував страти як "навмисні та систематичні ... позасудові вбивства", і засудив їх як злочини проти людства . HRW також звинуватила Мустафу Пур-Мохаммаді, міністра внутрішніх справ Ірану від 2005–2008 років, у безпосередній причетності до вбивств. 

## Іранський трибунал
У 2012 році сім'ї загиблих разом із жертвами масових розстрілів ініціювали міжнародну комісію - Іранський трибунал, щоб розслідувати масові вбивства політичних в'язнів Ірану. "Іранський трибунал" має на меті притягнути до відповідальності уряд Ірану за звинувачення у злочинах проти людства.  Перше засідання судового засідання було організовано в Лондоні, а друге - в Гаазькому палаці миру. 

## Позиція іранської влади

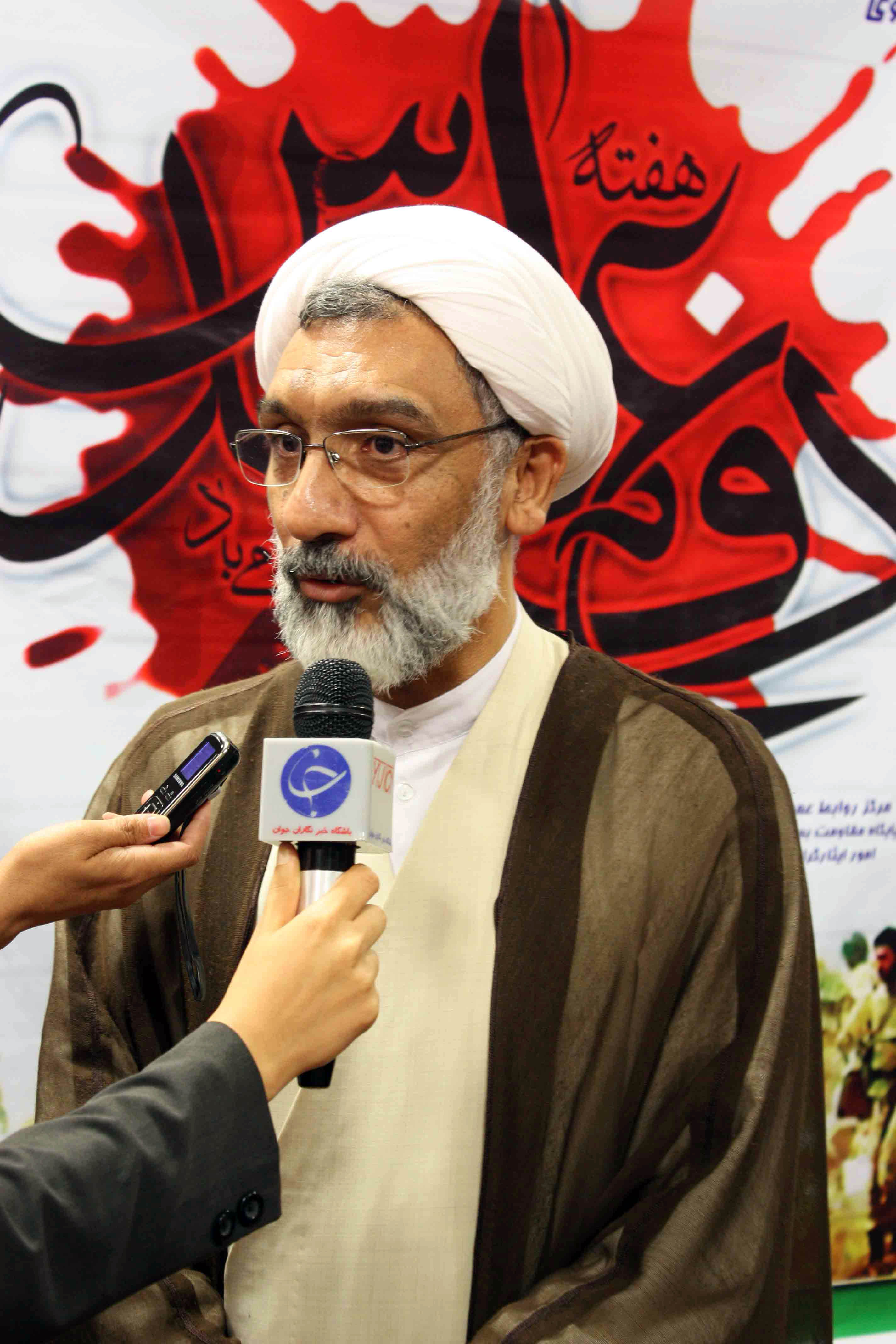
Мостафа Пурмохаммаді, один із «суддів смерті» Ірану. Пізніше він став міністром юстиції при президенті Хасані Рухані

Міністр юстиції Ірану Мостафа Пурмохаммаді, який виступав на засіданні адміністративної ради у місті Хоррам-Абад у провінції Лорестан, 28 серпня 2016 року сказав: "Ми пишаємось тим, що виконали Божий наказ". 
Уряд Ірану звинувачує тих, хто розслідує вбивства, у "розкритті державної таємниці" та "загрозі національній безпеці". За даними Amnesty International, Ісламська Республіка проводить постійну кампанію з метою демонізації жертв, викривлення фактів. Відбуваються репресії сімей жертв та правозахисників.